# Dante Carle
Dante Carle (Montevideo, Uruguay, 14 de noviembre de 1924 - Venezuela, junio de 1996) fue un actor de cine, televisión, teatro, asistente de producción y director de casting en RCTV.
Conocido por telenovelas como Corazón de madre, Estefanía, Raquel, El derecho de nacer, cristal, entre otras, también fue productor de la telenovela La Trepadora.

## Biografía
Diamante Tulipano Squillaro más conocido como Dante Carle nació en Montevideo, Uruguay el 14 de noviembre de 1924. 
Hijo de Andrés Tulipano Carle y Diamante Squillaro de Tulipano, inmigrantes italianos. Antiguamente el apellido de su madre era Sguillaro pero a través de los años pasó a ser Squillaro; en su niñez vivió en Sayago en la calle José Caparroz.
estudió en la escuela José Pedro Varela número 52 en la calle Elías Regules. 
A los 14 años de edad empezó a actuar en radionovelas.

## Trayectoria
Poco tiempo después incursionó en el mundo del teatro en Uruguay y luego en Argentina.
En España actuó junto a Marcello Mastroianni en la película Tirma. 
En los créditos de esta película su nombre  sale como Dante Tulipano.
Fue en España donde conoció a su esposa Iris Aida Martínez de Tulipano.
En 1954 se mudó a Venezuela donde conoció al locutor Gonzalo Veloz Mancera dueño de canal 4 (Televisa).
Trabajo en Televisa hasta el año 1960 cuando el canal cierra sus puertas para convertirse en Venevisión. Entre las telenovelas que hizo en este canal se encuentra "El Capitán Ultra" que en esa época duraba solo media hora y se transmitía en vivo.
En 1961 con la ayuda del director Cesar Henríquez empieza a trabajar en RCTV.
Su primer trabajo en RCTV protagonizó en el "Teatro del Hogar" junto a Gladys Cáceres, Aurora Mendoza, Hugo Gany, Aquiles Guerrero, Pedro Martan entre otros.
Para esa época los programas eran realizados en vivo lo cual hacia necesario para los actores memorizar los parlamentos ya que no había apuntador. La buena memoria de Dante Carle se hizo célebre en el canal, ya que hacia dos telenovelas y un programa especial al día, lo cual lo hacia estudiar 600 parlamentos.  
Además de actor se destacó como productor y director. Entre sus producciones están telenovelas como Canaima, La Trepadora, La balandra de Isabel y Doña Bárbara. 
Se recuerda la anécdota que sucedió con la telenovela Raquel. Tuvieron que pasar más de cinco años para que Raquel se divulgara a nivel internacional, ya que fue vendida a varios países.
En ese entonces en el canal se percataron que faltaban los últimos cinco capítulos de la novela pues se habían borrado del video tape. Era imposible grabarlos de nuevo porque ya muchos de los actores estaban en otro canal. Dante Carle, se le ocurrió solucionar el problema con un capítulo final llamado epílogo, en ese capítulo aparecieron sentados Doris Wells y Raúl Amundaray relatando el final de cada uno de los personajes.
En los años 80s el Dr Jaime Lusinchi le entregó La Orden al mérito en el trabajo.
Durante muchos años fue la mano derecha de Arquímedes Rivero. También descubrió muchos talentos nuevos.
Además fue asistente de producción de telenovelas como La Indomable, Claudia y Marielena.

## Muerte
El actor Dante Carle murió el 6 de julio de 1996 a la 6:30 p. m. murió a causa  de un infarto.
El actor había comenzado a grabar la telenovela Volver a Vivir en donde hizo el personaje de Abilio, el padre de Abelardo Fonseca interpretado por el actor Mariano Álvarez de esta telenovela solo llegó a grabar algunos capítulos.
El sepelio se realizó el 7 de julio en el Cementerio del este.

## Filmografía

### Telenovelas
- 1996 Volver a Vivir
- 1994 Pura Sangre
- 1991 El Desprecio - Padre Felipe
- 1990 El Engaño
- 1988 Abigail - Agustín
- 1988 La Muchacha del Circo
- 1987 La intrusa
- 1986 La Dama de Rosa
- 1986 Atrévete - Mario Vicentelli
- 1985 Cristal - Erasmo
- 1985 Topacio - Padre de Valeria
- 1979 Estefanía - Fortunato Cabrera
- 1978 La Fiera - Alcalde
- 1976 La señora de Cárdenas - Carrillo
- 1973 Raquel - El Dr. Rojas
- 1972 Sacrificio de mujer - Gerardo
- 1971 La Usurpadora - Alexi
- 1970 Cristina - Dr. Romero
- 1969 Corazón de madre - Mijares
- 1965 El derecho de nacer
- 1961 Cinco Destinos - Luis

- 1961 La otra - Agustín[6]

### Producción
- 1975 La Trepadora
- 1984 Ciclo de Oro de Rómulo Gallegos

### Unitarios
- 1992 Betania "Gruta Milagrosa"
- 1967 La vida de José Gregorio Hernández[7]

### Películas
- 1954 - Tirma
- 1964 - Acosada
- 1982 - Cangrejo
- 1986 - Noche de machos

## Teatro
- 1972 - La ratonera de Agatha Christie.

En el Teatro Las Palmas Dante Carle actuó junto a un elenco de destacados comediantes, como Jorge Palacios, Marina Baura, Edmundo Arias, María Teresa Acosta, Carmen Victoria Pérez, Luis Calderón y Guillermo González, todos integrantes de la telenovela “La usurpadora”, de RCTV, dirigidos por Juan Lamata.
- 1974 - La sopera , de Miguel de Miura en el teatro de la Hermandad Gallega con el grupo Rosalía de Castro, bajo la dirección de Manuel Calzada.

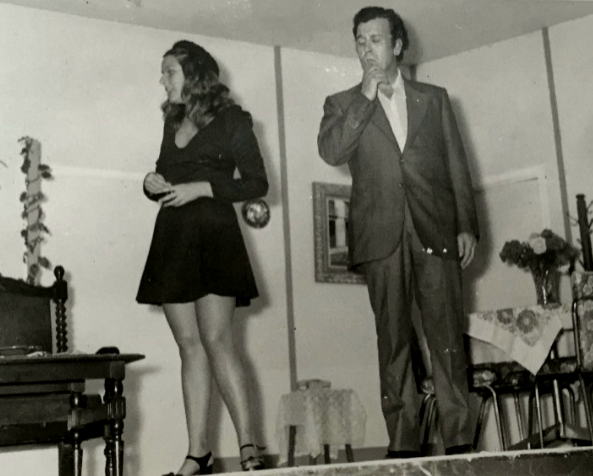
La actriz Loly Sánchez y Dante Carle en la obra de teatro La sopera de 1974

- 1974 - La Decente de Miguel de Miura.   Hermandad Gallega de Venezuela, Grupo Rosalía de Castro.